# Alfred Naquet

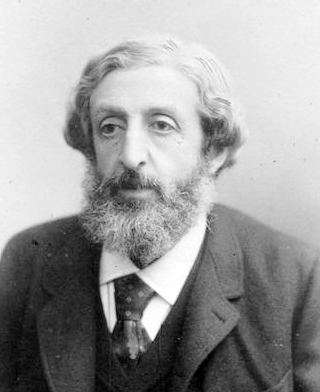
Alfred Naquet

Alfred Joseph Naquet (* 6. Oktober 1834 in Carpentras; † 10. November 1916 in Paris) war ein französischer Mediziner, Chemiker und Politiker.

## Leben
Alfred Naquet stammte von den Juden des Papstes im Comtat Venaissin ab. Er studierte Medizin an der Universität von Paris und wurde mit seiner Dissertation Application de l'analyse chimique à la toxicologie 1959 zum Doktor der Medizin promoviert. Anschließend lehrte er als Professor für Organische Chemie an der Medizin-Fakultät. Im gleichen Jahr wurde er Professor für Chemie an der Universität Palermo, wo er seine Vorlesungen auf Italienisch hielt.  Sein Chemie-Kurs wurde ins Deutsche und dann von F. F. Lesgaft 1866 ins Russische übersetzt. Naquets grundlegendes Lehrbuch Principes de chimie fondée sur les théories modernes wurde von Eugen Sell ins Deutsche übersetzt. 1867 wurde er wegen Zugehörigkeit zu einem Geheimbund zu 15 Monaten Gefängnis mit Verlust seiner bürgerlichen Rechte und seiner Stellung verurteilt.
Naquet war Mitglied von Bakunins Internationaler Allianz der sozialistischen Demokratie. 1869 wurde Naquet erneut verurteilt wegen seines Buches Religion, propriété, famille, worauf er nach Spanien floh. Unter der neuen Regierung Émile Ollivier kehrte er nach Paris zurück. Er beteiligte sich aktiv an der Revolution am 4. September 1870 und wurde Sekretär der Kommission der Nationalen Verteidigung. 1871 wurde er Abgeordneter des Département Vaucluse in der Französischen Nationalversammlung. Dort gehörte er zur Extremen Linken und opponierte konsequent gegen die opportunistische Politik der folgenden Regierungen. Nach der Wiederwahl in die Abgeordnetenkammer wurde er durch seine Agitation gegen die Heiratsgesetze bekannt. Sein Vorschlag zur Wiedereinführung der Scheidung wurde 1879, 1881, 1882 diskutiert und wurde 1884 Gesetz. Dafür hatte er sich 1883 in den Senat wählen lassen, obwohl er grundsätzlich gegen die Existenz einer zweiten Kammer war.
1890 verzichtete Naquet auf seinen Sitz im Senat, um wieder in die Abgeordnetenkammer einzutreten als Abgeordneter für das Pariser 5. Arrondissement. Er saß nun bei den Boulangisten, obwohl zahlreiche Antisemiten wie beispielsweise Lucien Millevoye und Maurice Barrès zu der Bewegung gehörten. Naquet sorgte für den Ausschluss der Propagandisten und der Propaganda von Édouard Drumont. Als politischer Berater Boulangers riet er ihm zu einem Gewaltakt gegen die Extreme Linke, so dass diese aus dem Senat ausgeschlossen wurde. Naquet verlangte vergeblich eine Revision der Verfassung, worauf er nach England flüchtete. Nach Georges Boulangers Suizid 1891 schwand Naquets politischer Einfluss.
1893 wurde Naquet wieder für Vaucluse in die Abgeordnetenkammer gewählt. 1895 beklagte er die Zusammenhanglosigkeit des Antisemitismus und warb für die Integration der Juden in die französische Gesellschaft. Im Zusammenhang mit dem Panamaskandal wurde Naquet Ziel einer antisemitischen Kampagne. Anklagen gegen ihn wurden zwar gerichtlich abgewiesen, aber er verließ die Abgeordnetenkammer 1898 und schied aus dem politischen Leben aus.